# Keltengräber von Donnerskirchen
Die fünf Keltengräber von Donnerskirchen stammen aus der frühen Hallstattkultur (800–650 v. Chr. – Osthallstattkreis) und liegen am Osthang des Mahdberges (auch Martinsberg), westlich von Donnerskirchen, östlich der B 15 (Mannersdorfer/Wiener Str., Richtung Hof am Leithaberge) im Burgenland in Österreich. Im Volksmund werden die ein bis drei Meter hohen Hügel wegen der drei größten auch „Drei Berge“ genannt.

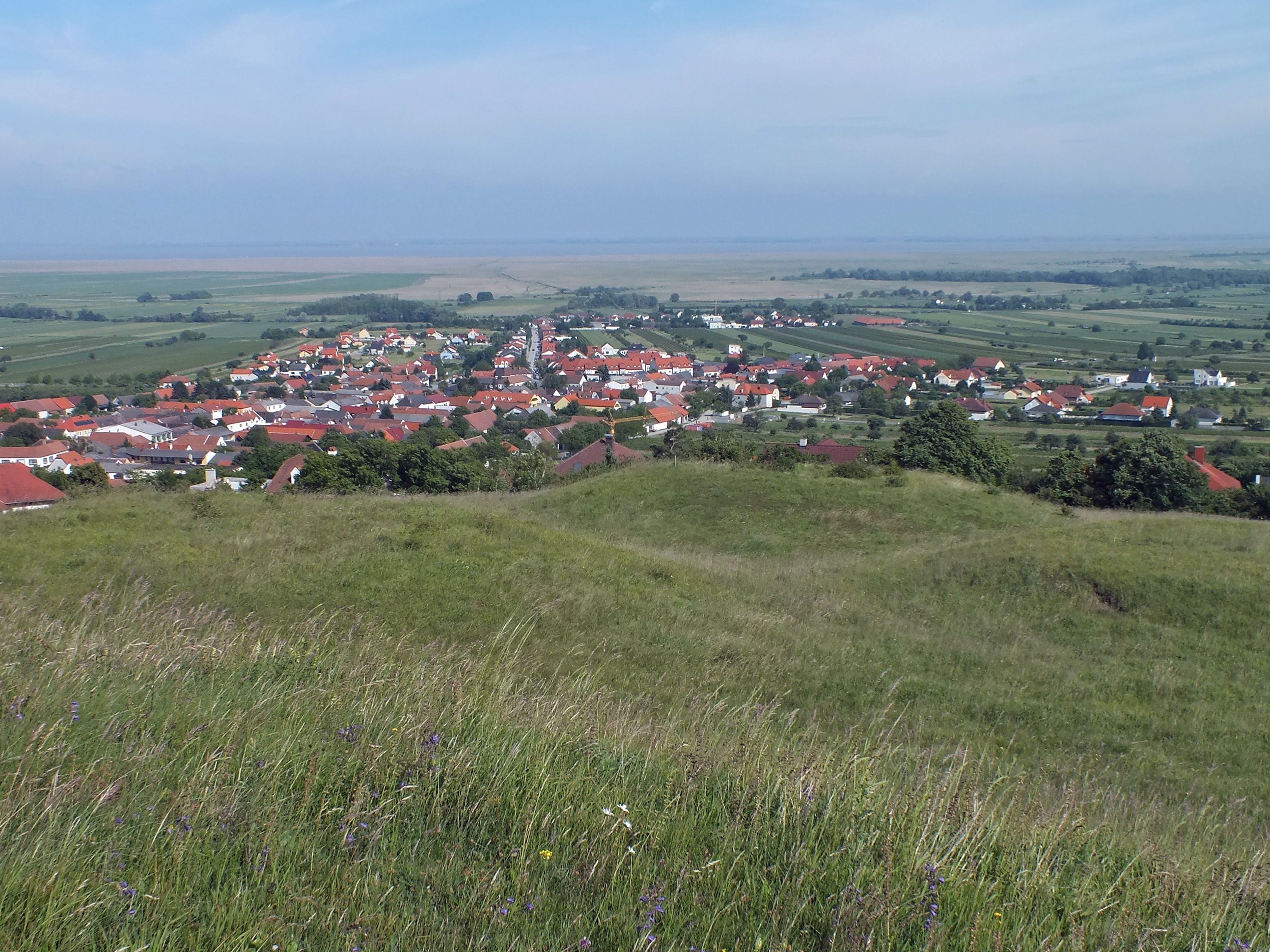
Die Keltengrabhügel oberhalb von Donnerskirchen (2013)
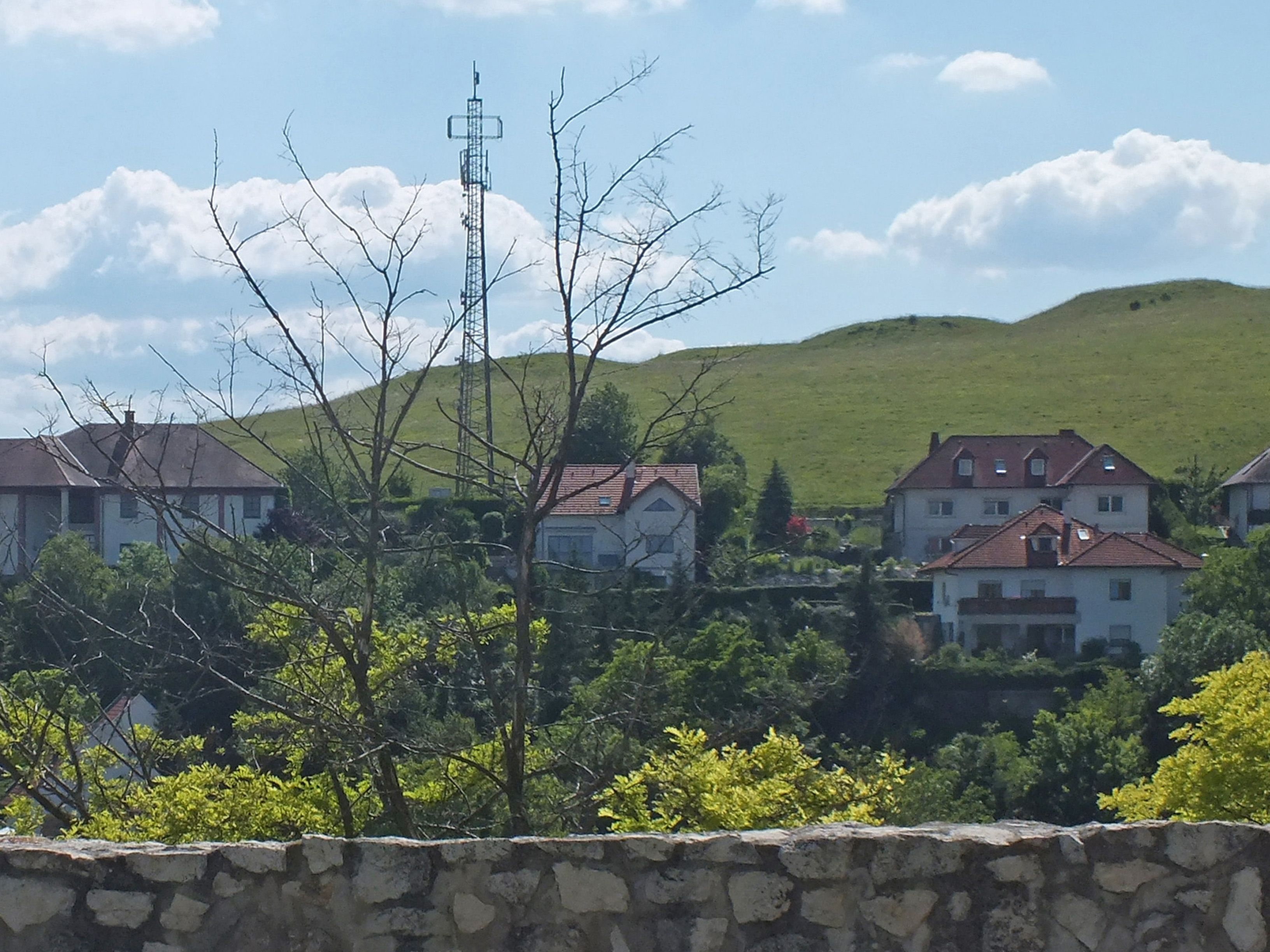
Die Hügel von unten gesehen (2013)
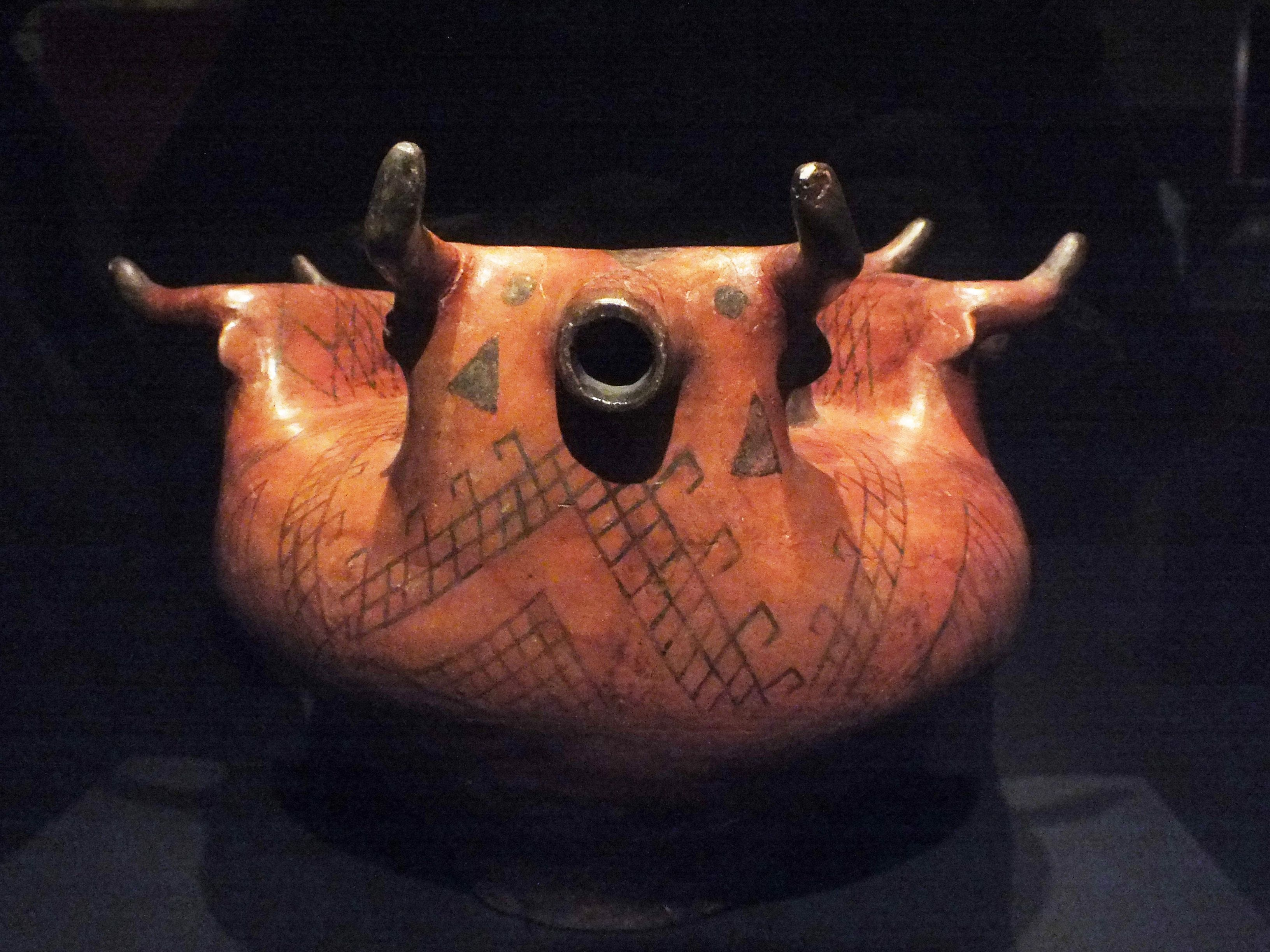
Das Stierkopfprotome aus den Keltengräbern (2013)

Die Hügel 1 bis 3 wurden zwischen 1910 und 1913 ausgegraben. Die Hügel enthielten neben einem prachtvollen polychromen Stierkopfgefäß, das viel Beachtung fand, Urnen, verzierte und unverzierte Kegelhalsgefäße, Mondidole (typisch für Frauengräber), Schalen, Tiergefäße, Tonsitulen und vom Feuer angegriffene Metallbeigaben. Vielleicht besteht zwischen den reich ausgestatteten Grablegen in Donnerskirchen und der Höhenbefestigung am Burgstall bei Purbach ein Zusammenhang. Eine sichere Zuweisung der Beigaben auf einzelne Tumuli ist schwer. Die Hügel 4 und 5 waren alt beraubt. Die Funde befinden sich im Landesmuseum Burgenland (BLM) in Eisenstadt.